# Mikojan-Gurevitj MiG-19
Mikojan-Gurevitj MiG-19, kort MiG-19 (NATO-rapporteringsnamn: Farmer), var ett sovjetiskt jetdrivet jaktflygplan utvecklat under 1950-talet. Planet som är en vidareutveckling av MiG-15 och MiG-17 sattes i produktion 1955 och byggdes totalt i över 8 500 exemplar. Planet deltog i stor omfattning i strid under Vietnamkriget och förblev i bruk i en mängd länder utanför Sovjetunionen en bra bit in på 1980-talet. Idag har de flesta plan pensionerats, det förblir dock i tjänst i ett fåtal länder såsom Nordkorea. 
Planet har även byggts på licens i Folkrepubliken Kina, då under namnet Shenyang J-6.

## Spel
I krigsspelet War Thunder finns två stycken MiG-19 och en Shenyang J-6 som är en kinesisk kopia av MiG-19. De tre planen är en sovjetisk MiG-19PT, en östtysk MiG-19S och en kinesisk J-6. 

## Bilder

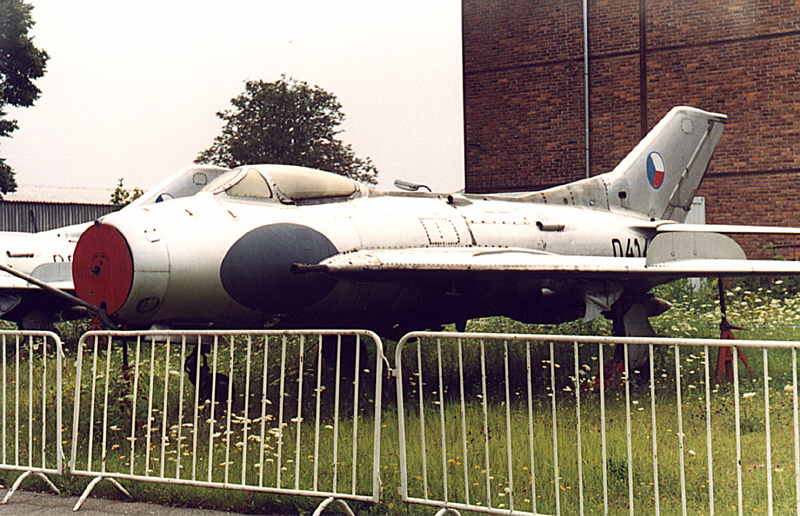
MiG-19S

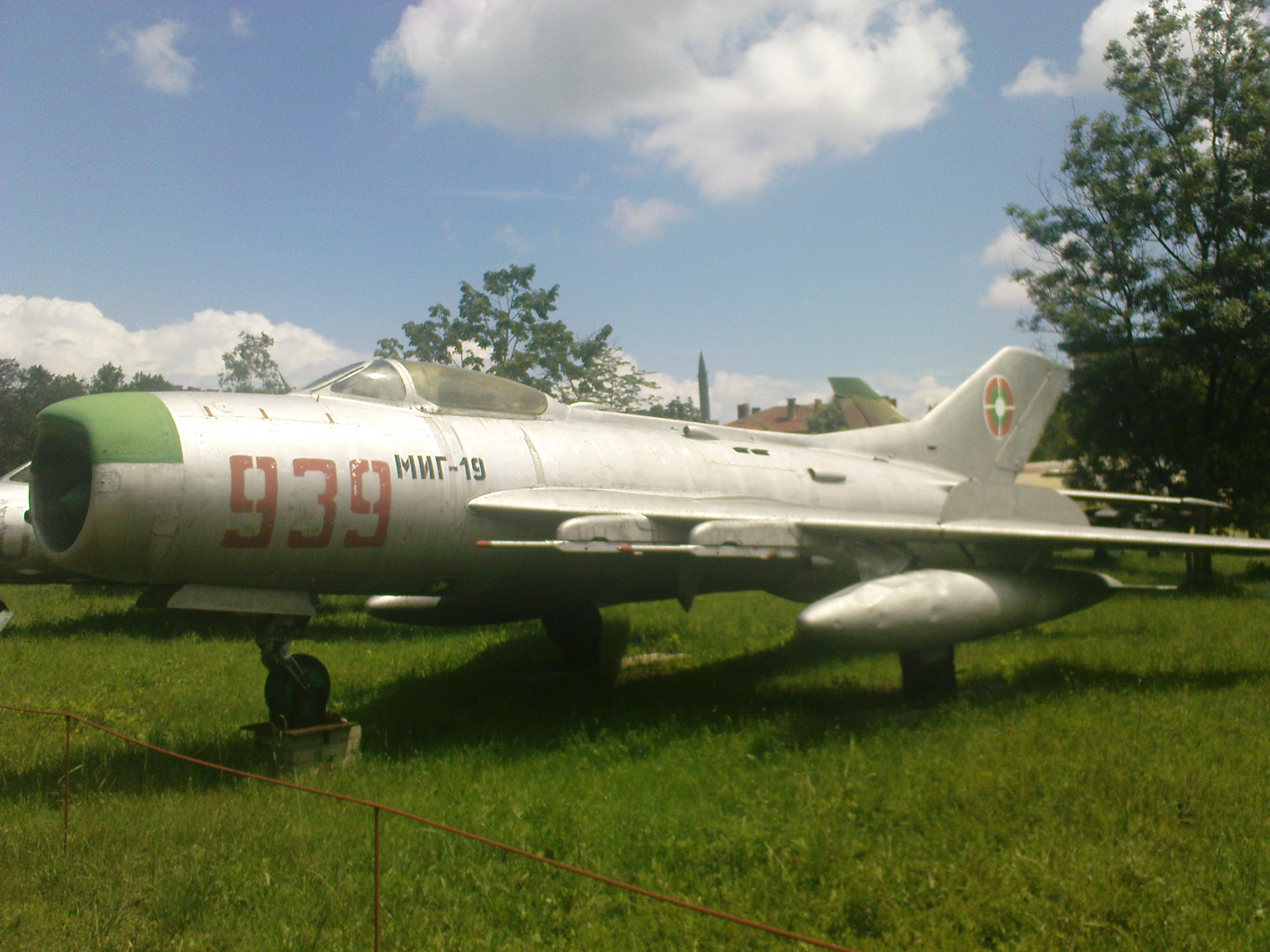
MiG-19PM

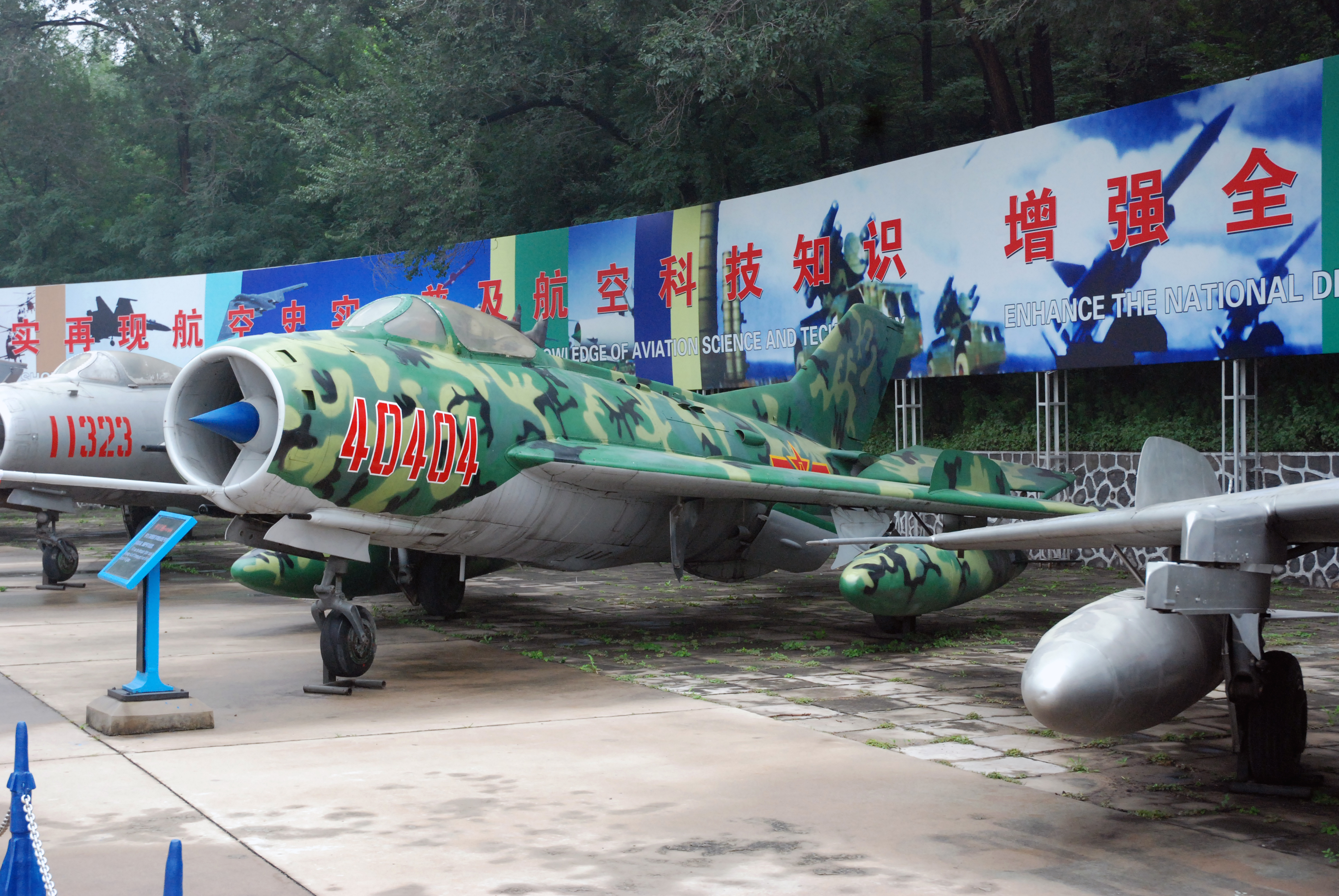
Shenyang J-6, är en kinesisk kopia av MiG-19

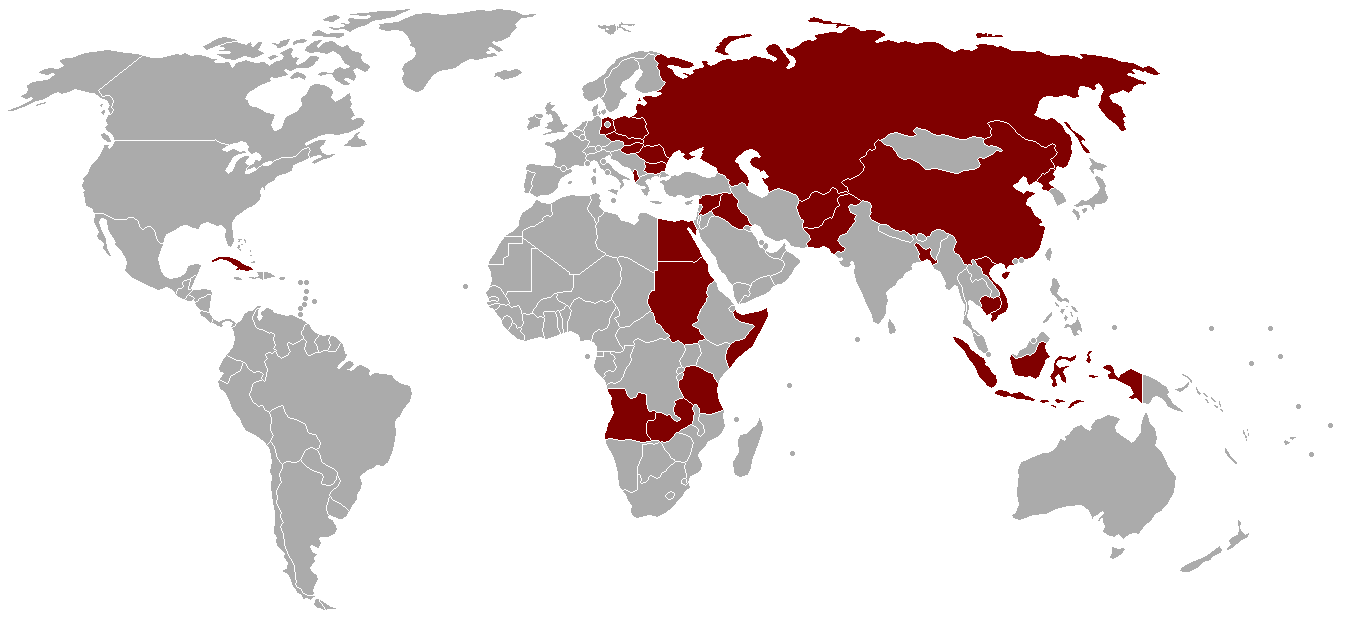
Länder som använder eller har använt MiG-19